# Winston Scott
Winston Elliott Scott (Miami, 6 de agosto de 1950) é um ex-astronauta norte-americano. Foi também o primeiro negro a realizar uma caminhada espacial
Educado em Coral Gables, na Flórida, Scott graduou-se em música em 1972 e engenharia aeronáutica em 1980. Piloto naval com mais de quatro mil horas de vôo em vinte aeronaves diferentes, civis e militares, foi selecionado para a NASA em 1992, fazendo o curso de astronauta no Centro Espacial Johnson, em Houston, Texas.
Foi ao espaço pela primeira vez em 11 de janeiro de 1996, na missão STS-72 do ônibus espacial Endeavour, como especialista de missão, uma missão de nove dias que lançou e recolheu satélites na órbita terrestre, e durante a qual ele completou mais de seis horas de atividades extraveiculares.
Sua segunda missão espacial foi em novembro de 1997, na STS-87 Columbia, onde durante dezesseis dias realizou um total de duas caminhadas espaciais, como parte de uma missão de carga para estudo da microgravidade, focando no comportamento psíquico dos humanos na falta de gravidade do espaço. No total de seus vôos, realizou 19 horas e 26 minutos de atividades no espaço fora da nave.
Scott se aposentou da NASA e da força aérea em 1999 para trabalhar como vice-presidente de assuntos estudantis na universidade onde se formou, a Universidade do Estado da Flórida; em seguida, trabalhou na área de estudos aeroespaciais do governo da Flórida, com Jeb Bush, governador do estado e irmão do ex-presidente dos Estados Unidos, George W. Bush.